# Faramea calophylla
Faramea calophylla är en måreväxtart som beskrevs av Paul Carpenter Standley. Faramea calophylla ingår i släktet Faramea och familjen måreväxter.
Artens utbredningsområde är Colombia. Inga underarter finns listade i Catalogue of Life.